# Moustache Brothers

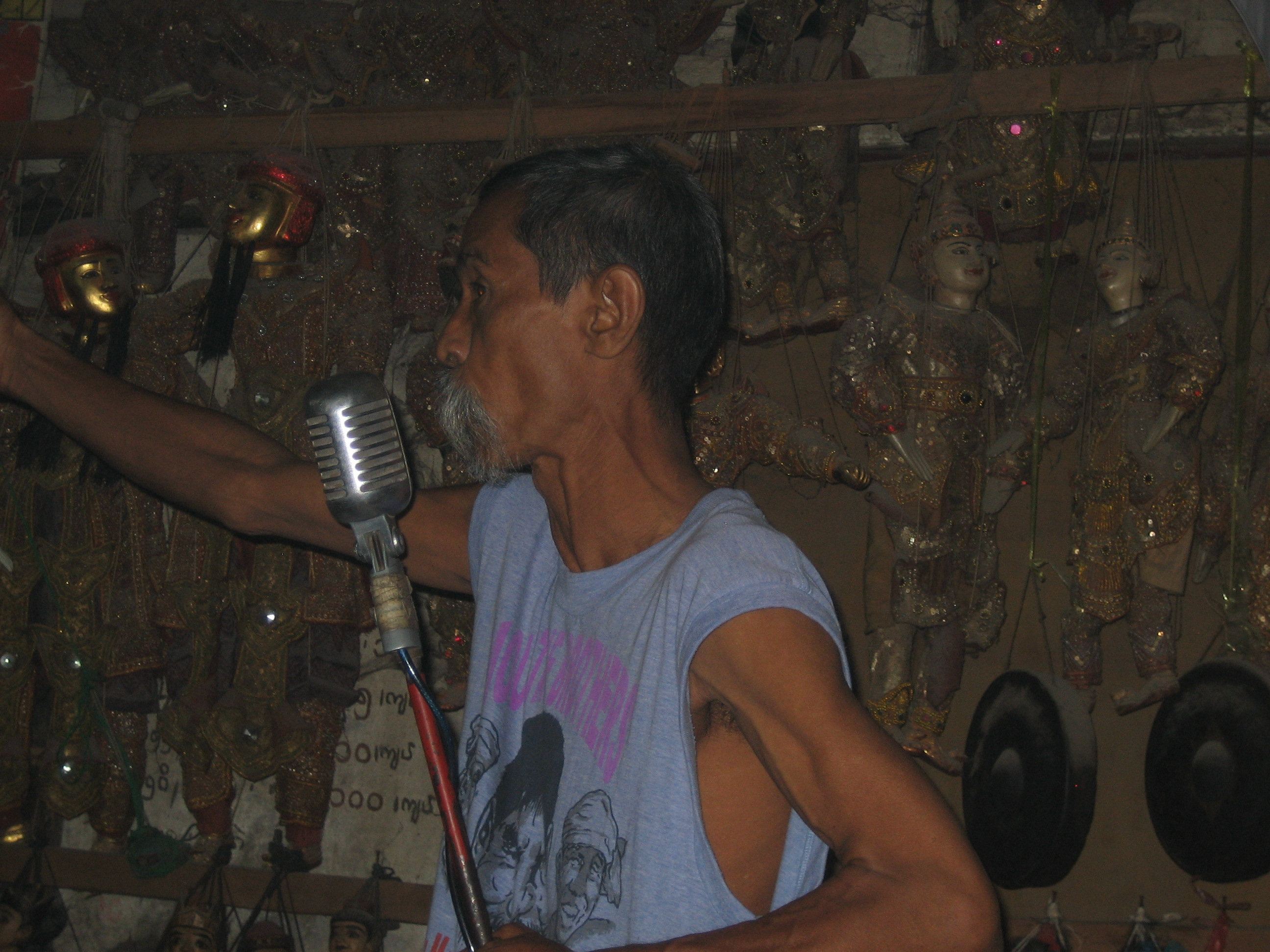
Lu Maw en représentation à son domicile à Mandalay

Les Moustache Brothers est une troupe birmane de théâtre de Mandalay constituée des frères U Par Par Lay et Lu Maw et de leur cousin U Lu Zaw. Le genre de théâtre joué par la troupe est le Pwe (un genre satirique, entre vaudeville et théâtre dansé).
Très critique vis-à-vis de la junte au pouvoir, Par Par Lay a passé presque 6 ans en détention dans un camp de travail forcé après avoir été arrêté à la suite d'une représentation dans la maison d'Aung San Suu Kyi à Rangoon en 1996. Aujourd'hui la troupe est interdite de performance publique et est réduite à se produire pour les touristes dans sa modeste demeure de Mandalay. U Par Par Lay est décédé le 2 août 2013 à la suite d'une intoxication au plomb intentionnellement laissé à l'intérieur de son réservoir d'eau lors de son emprisonnement.